# 경기감영도
경기감영도(京畿監營圖)는 조선의 지도이다. 18세기에 만들어졌으며 작자는 알 수 없다. 종이에 채색되었으며 크기는 135.8×442.2cm이다. 경기감영도가 포함된 경기감영도 병풍이 2003년 대한민국의 보물 제1394호로 지정되었다.

## 병풍 지도
국가에 의해 주도되었던 전국적인 지도 및 지리지 편찬사업은 18세기 조선 영조와 조선 정조를 정점으로 하여 일단 막을 내렸다. 이후 세도정치기에 국가차원에선 궁궐이나 도시를 대형병풍이나 절첩식으로 그리는 것이 널리 유행했다. 경기감영도병은 이 흐름의 대표적인 예이다. 그 중 경기감영도는 서대문 밖의 경기 감영을 대형 병풍으로 그린 경기감영도 병풍(京畿監營圖 屛風)의 일부이다. 즉 경기감영도는 전체 12폭으로 나뉜 경기감영도병 지도 전체의 오른쪽에서 7~9폭에 해당하는 부분이다.

## 지도의 구성
「경기감영도」는 산들사이에 경기감영이 있고 오른쪽 부분의 서대문 주변의 모습이 나타나 있다. 이곳은 지금의 적십자병원 및 강북삼성병원이 있는 곳이다. 이 지도에서 더욱 인상적인 것은 감사의 행렬뿐만 아니라 서대문 일대 거리의 시민들까지 그린 점이다. 물론 이 행렬의 정체는 아직도 밝혀지지 않아 아쉬움이 따른다. 하지만 이 지도는 조선시대의 다양한 생활모습과 경치를 나타낸다는 점에서 주목할 필요가 있다.

## 회화식 지도
일반 회화식 구도를 갖는 회화식 지도들은 일반 산수화와 마찬가지의 보편적인 구도를 지니고 있으며, 표현대상이 대체로 원근의 차이가 보이도록 위에서 내려다본 듯이 반 부감법적이면서 파노라마식의 전개법을 보여준다. 경기감영도도 이 부류에 속하는 것으로 전체적인 모습은 부감법의 높고 넓은 시점으로 처리되어 있고, 건물들은 사선방향의 평행투시도법으로 표현되어 있다. 이 지도에서는 원근감을 얻기 위해 아래에 있는 수목은 크게 그리고 위쪽 멀리 존재하는 수목은 작게 그리는 방법을 택하였다. 하지만 위쪽 멀리 존재하는 산봉우리가 흐리게 처리되지 않은 점은 원근법 효과를 얻으려는 시도에서 약간 벗어나 보인다.

## 경기감영도 구조
경기감영도의 북쪽에는 영은문이 보인다. 그 옆으로는 모화관이 위치하고 있다. 북서쪽에는 경기중군영과 천연정이 위치하고 있으며 그 아래로 읍승정이 보인다. 중앙에는 서지가 위치하고 있으며 경기감영이 위치한 곳이다. 그 동쪽으로 가면 돈의문 방향이 나오게 되고 그 반대편으로는 이현방향이 나오게 된다.

## 경기감영도의 배경
이 그림을 제작하게 된 배경은 병풍 뒤의 인용문에 나타나 있다. 한편으로는 병풍에 나온 태평성대를 알리고자 하는 것이며 또 다른 한편으로는 일반 민중의 생활상을 병풍에 그려놓음으로써 임금에게 이들을 잊지 않게 하려는 것이다.

## 경기감영도 자세한 설명
경기감영도병에는 감사의 행렬이 보인다. 감사로 추정되는 인물은 말을 타고 있으며 다른이와는 달리 더욱 자세하게 표현되어 있다. 자세하게 표현되었다는 것은 이 인물이 병풍내에서 얼마나 중요한 인물인지를 가늠하게 해준다. 그리고 진악대와 뒤를 따르는 인물들, 그리고 이를 구경하는 백성들의 모습은 이 당시의 모습을 생생하게 묘사해주고 있다. 이밖에도 병풍의 여기저기에는 다양한 모습의 인물들이 묘사되어 당시의 모습을 잘 보여준다. 소나무 밑에서 한가로이 쉬는 선비도 있으며, 지게를 진 인물 그리고 엿장수의 모습도 보인다. 새참을 이고 가는 여인의 모습도 보이며 관아앞에 대기중인 인물들도 보인다.

## 참고 자료
- 한영우, 안휘준, 배우성 우리 옛지도와 그 아름다움, 효형출판 2003년판
- 문화재청 홈페이지 http://www.cha.go.kr

## 같이 보기
- 경기감영
- 형식상 유사점 성시전도 / 청명상하도 / 낙중낙외도
- 19세기 유사성 서궐도 / 동궐도 / 평양성도 / 강화도지도